# Hamzat Ojediran
Hamzat Basit Ojediran (Lagos, 14 novembre 2003) è un calciatore nigeriano, centrocampista del Lens.

## Carriera

### Club
Ojediran è cresciuto nell'Emmanuel Amenike Academy in Nigeria. Nell'agosto del 2022 si è trasferito in Albania all'Egnatia ed ha debuttato pochi giorni dopo nell'incontro di Kategoria Superiore perso 2-1 contro il Partizani Tirana. Nel gennaio del 2023 è passato in prestito al Debrecen, e nel giugno seguente è diventato un giocatore del club ungherese a titolo definitivo. La stagione successiva ha iniziato a giocare con continuità ed il 17 marzo 2024 ha segnato il suo primo gol nel successo per 5-1 sullo Zalaegerszeg.
L'8 agosto è stato acquistato a titolo definitivo dal Lens, club della prima divisione francese.

### Nazionale
Nel 2019 ha partecipato con la Nigeria Under-17 al campionato mondiale di categoria.

## Statistiche

### Presenze e reti nei club
Statistiche aggiornate al 15 dicembre 2024.
| Stagione        | Squadra         | Campionato      | Campionato | Campionato | Coppe nazionali | Coppe nazionali | Coppe nazionali | Coppe continentali | Coppe continentali | Coppe continentali | Altre coppe | Altre coppe | Altre coppe | Totale | Totale | Totale |
| Stagione        | Squadra         | Comp            | Pres       | Reti       | Comp            | Pres            | Reti            | Comp               | Pres               | Reti               | Comp        | Pres        | Reti        | Pres   | Reti   |        |
| --------------- | --------------- | --------------- | ---------- | ---------- | --------------- | --------------- | --------------- | ------------------ | ------------------ | ------------------ | ----------- | ----------- | ----------- | ------ | ------ | ------ |
| 2022-gen. 2023  | Egnatia         | KS              | 11         | 0          | CA              | 1               | 0               |                    | -                  | -                  |             | -           | -           | 12     | 0      |        |
| gen.-giu. 2023  | Debrecen        | NB1             | 7          | 0          | CU              | 0               | 0               |                    | -                  | -                  |             | -           | -           | 7      | 0      |        |
| 2023-2024       | Debrecen        | NB1             | 24         | 3          | CU              | 0               | 0               | UECL               | 0                  | 0                  |             | -           | -           | 24     | 3      |        |
| ago. 2024       | Debrecen        | NB1             | 1          | 0          | CU              | 0               | 0               |                    | -                  | -                  |             | -           | -           | 1      | 0      |        |
| 2024-2025       | Lens            | L1              | 8          | 1          | CF              | 0               | 0               | UECL               | 0                  | 0                  |             | -           | -           | 8      | 1      |        |
| Totale carriera | Totale carriera | Totale carriera | 51         | 4          |                 | 1               | 0               |                    | 0                  | 0                  |             | -           | -           | 52     | 4      |        |